# Dysphania saxatilis
Dysphania saxatilis är en amarantväxtart som först beskrevs av Paul Graham Wilson och som fick sitt nu gällande namn av Sergej Mosyakin och Steven Earl Clemants. 
Dysphania saxatilis ingår i släktet doftmållor och familjen amarantväxter. Inga underarter finns listade i Catalogue of Life.